# استن کوبیلی
استن کوبیلی (انگلیسی: Stan Cubberley؛ 18 July 1882 – ۱۹۳۳ (۵۰−۵۱ سال)) بازیکن فوتبال بود.